# Ben Hodges

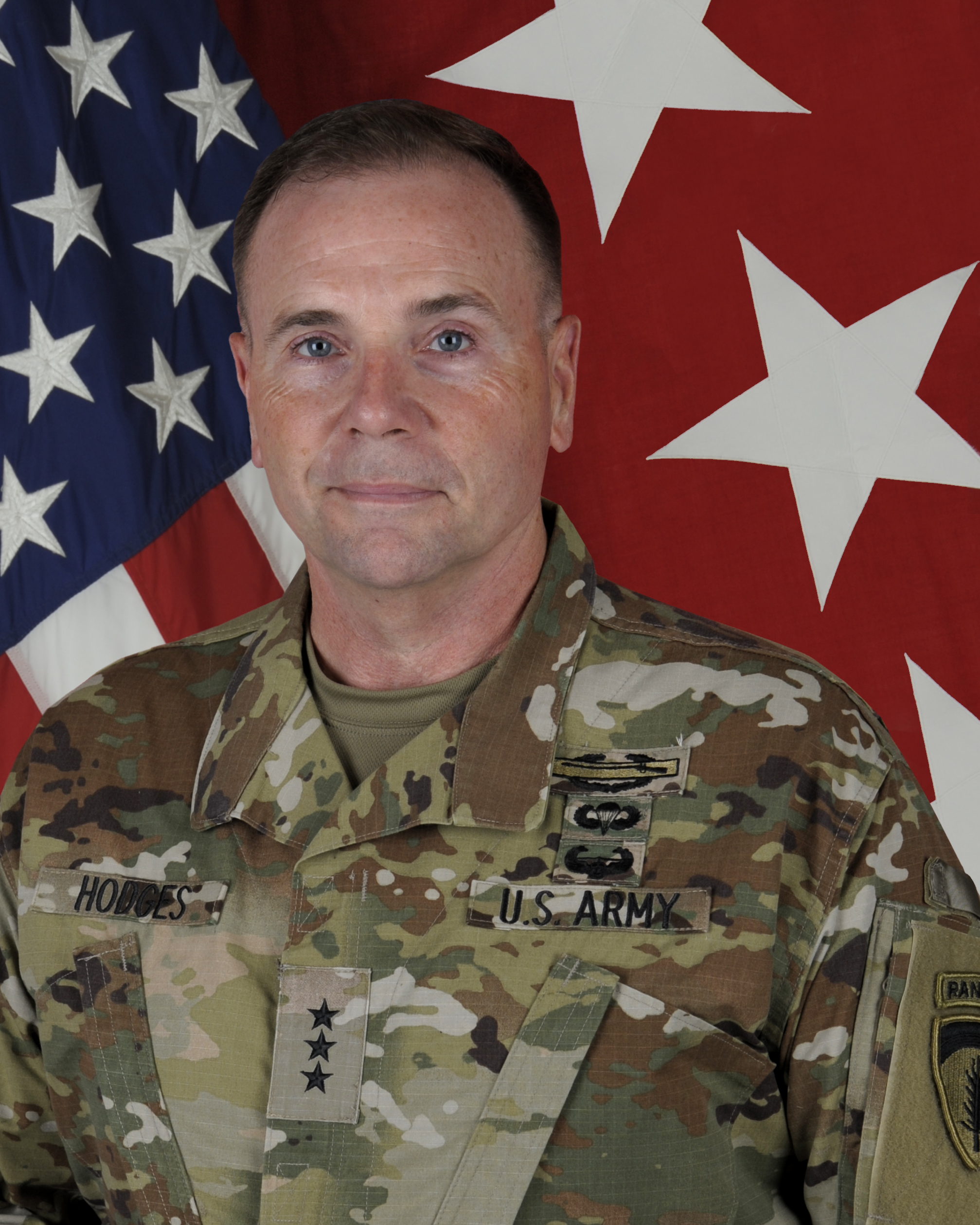
Ben Hodges (2010)

Frederick Benjamin „Ben“ Hodges (* 16. April 1958 in Quincy, Florida) ist ein Generalleutnant a. D. der United States Army. Hodges war in seiner letzten Verwendung vom 5. November 2014 bis Dezember 2017 Commanding General der US Army Europe (auch als 7. US-Armee bezeichnet) und damit Oberkommandierender der US-Landstreitkräfte für das Gebiet von Europa und der Nachfolgestaaten der Sowjetunion einschließlich Russlands. Er löste als Befehlshaber USAREUR Donald M. Campbell ab. Hodges’ Nachfolger wurde Christopher G. Cavoli.

## Leben
Hodges absolvierte bis Mai 1980 seine Offizierausbildung in West Point. Er wurde im Anschluss zunächst in Deutschland als Zugführer eingesetzt; dann folgten Truppen- und Stabsverwendungen auf der Ebene Kompanie, Bataillon und Brigade, hauptsächlich in der 101st Airborne Division. Auslandseinsätze führten Hodges nach Afghanistan als Commander Regional Command South (2009) im Rahmen von ISAF und in den Irak im Rahmen der Operation Iraqi Freedom.
Bevor Hodges das USAREUR-Kommando übernahm, war er Kommandeur der Landstreitkräfte der NATO in Izmir. Hodges vertrat 2015 die Ansicht, dass sich Russland auf einen möglicherweise fünf bis sechs Jahre später stattfindenden Krieg vorbereite.
Nach dem Großmanöver Anakonda 16 im Juni 2016 forderte Hodges „eine Art militärischen Schengen-Raum“, um die schnelle Bewegungsfreiheit von US-Truppen und Ausrüstung mit Fahrzeugen zu ermöglichen. So sollten auch US-Panzer ohne Zoll-Formalitäten durch alle NATO-Staaten Europas rotieren können.
Hodges kündigte 2017 an, seinen Ruhestand in seinem Heimatstaat Florida zu verbringen und für das Center for European Policy Analysis (CEPA) zu arbeiten, eine Denkfabrik mit dem Schwerpunkt Sicherheitspolitik und Osteuropa.
Er lebt seit seiner Pensionierung in Frankfurt am Main.
Seit Juni 2022 arbeitet er für die Menschenrechtsorganisation Human Rights First.
Er ist mit der deutsch-US-amerikanischen Historikerin Alexandra Schwarzkopf verheiratet.

## Positionen
Hodges kritisiert die am 20. Januar 2025 ins Amt gekommene zweite Trump-Regierung massiv. Trump hatte im Wahlkampf vor der Präsidentschaftswahl am 5. November 2024 oft behauptet, er werde den russisch-ukrainischen Krieg bzw. die russische Invasion seit Februar 2022 binnen 24 Stunden beenden.
Hodges’ Thesen:
- Solange Putin noch lebt, wird Russland niemals einem Ergebnis zustimmen, bei dem die Ukraine als souveräner Staat überlebt.
- Trump sei „entweder naiv oder dumm“.
- Trumps Sondergesandter Steve Witkoff erscheine ihm „völlig inkompetent“ und übernehme die Narrative des Putin-Regimes fast überzeugender als der russische Außenminister Sergei Lawrow.
- Er (Hodges) verstehe nicht, warum Trump ein so weiches Herz für Putin habe und warum er Russland keinen Druck mache.
- Es bleibe fraglich, ob Trump wirklich an einer Lösung interessiert ist – oder ob  er sich lieber als Teil einer Weltordnung inszeniert, in der er, Putin und Xi Jinping die Welt unter sich in Einflusssphären aufteilen.

## Auszeichnungen
- Hessischer Verdienstorden (2017)[13]
- Lucius D. Clay Medaille (2024)[14]

## Publikationen
- mit John R. Allen, Julian Lindley-French: Future War and the Defence of Europe. Oxford University Press, Oxford 2021, ISBN 978-0-19-885583-5.
- mit John R. Allen, Julian Lindley-French: Future War. Die Bedrohung und Verteidigung Europas. Aus dem Englischen von Bettina Vestring. Verlag Langen-Müller, München 2022, ISBN 978-3-7844-3579-4.
- mit Heinrich Brauß, Julian Lindley-French: Moving mountains for Europe’s defense – cepa.org (pdf, 72 S.)